# Bogdan Apostu
Bogdan Apostu (n. 20 aprilie 1982, Hunedoara, Hunedoara, România) este un fost fotbalist român, manager la FC Clinceni.